# Lamprostola hercyna
Lamprostola hercyna är en fjärilsart som beskrevs av Druce 1885. Lamprostola hercyna ingår i släktet Lamprostola och familjen björnspinnare. Inga underarter finns listade i Catalogue of Life.